# Rue Bonaparte
Die Rue Bonaparte ist eine Straße im 6. Arrondissement von Paris. Sie führt durch die Quartiers Saint-Germain-des-Prés und Odéon.

## Situation und Erreichbarkeit
Die Rue Bonaparte hat eine Länge von ca. einem Kilometer. Sie beginnt rechtwinklig zur Seine am Quai Malaquais, zwischen dessen Hausnummern 7 und 9, quert auf ungefähr ihrer halben Länge den breiten Boulevard Saint-Germain und setzt ihren Verlauf fort bis zur Rue de Vaugirard, auf die sie in Höhe der westlichsten Ausdehnung des Jardin du Luxembourg trifft.
Südlich der Place Saint-Sulpice verläuft bis zur Rue de Vaugirard parallel zur Rue Bonaparte, zwischen Straße und Wohnbebauung, die für Fußgänger reservierte Promenade de l'allée du Séminaire – Jean-Jacques-Olier.
Der Kreuzungsbereich von Rue Bonaparte und Rue du Four erhielt im Jahr 2005 in Erinnerung an den 40 Jahre zuvor entführten und ermordeten marokkanischen Oppositionspolitiker den Namen „Place Mehdi Ben Barka“.
Sie kann mit folgenden öffentlichen Verkehrsmitteln erreicht werden:
- Die bestgelegene Métrostation ist Saint-Germain-des-Prés der Métrolinie 4.
- Drei RATP-Buslinien haben Haltestellen direkt in der Rue Bonaparte – die Linie 84 die Haltestelle Saint-Sulpice, die Linien 39 und 95 (nur in nördliche Richtung) die Haltestellen Saint-Germain-des-Prés und Jacob.

Für den Autoverkehr ist die Rue Bonaparte ab Place Saint-Sulpice eine Einbahnstraße in nördliche Richtung.

## Herkunft des Namens
Die Rue Bonaparte ist benannt nach dem französischen Kaiser Napoleon Bonaparte (1769–1821). Vor der einheitlichen Namensgebung für den gesamten Straßenverlauf hatten einzelne Abschnitte im Lauf der Geschichte diverse Namen. Im Jahr 1852 wurden die damals existierenden drei Teilabschnitte Rue du Pot de Fer, Rue Saint Germain des Prés und Rue des Petits Augustins unter dem Namen Rue Bonaparte zusammengefasst.

## Einige bedeutende Gebäude

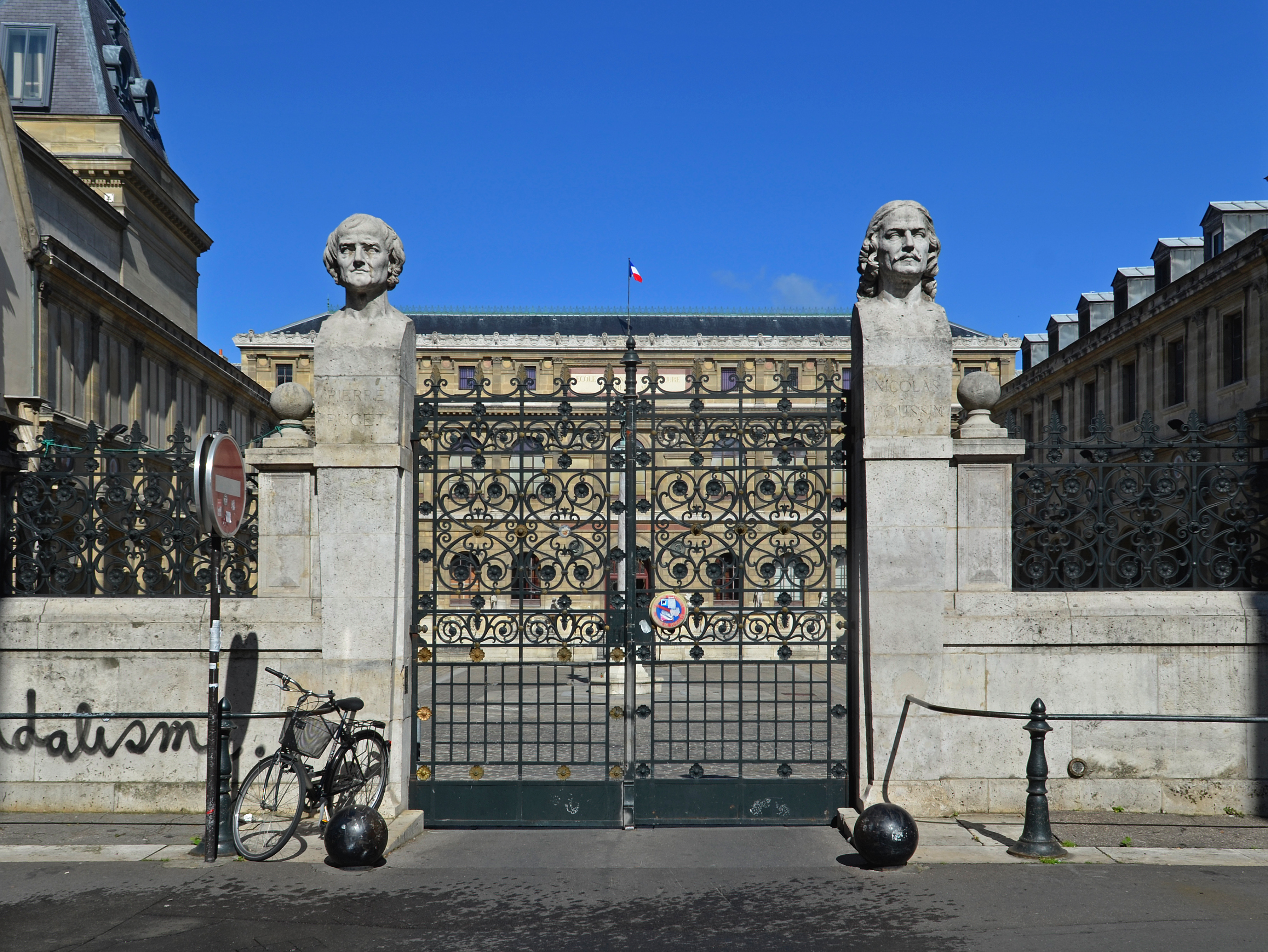
Nr. 14: Haupteingang zur École nationale supérieure des beaux-arts de Paris
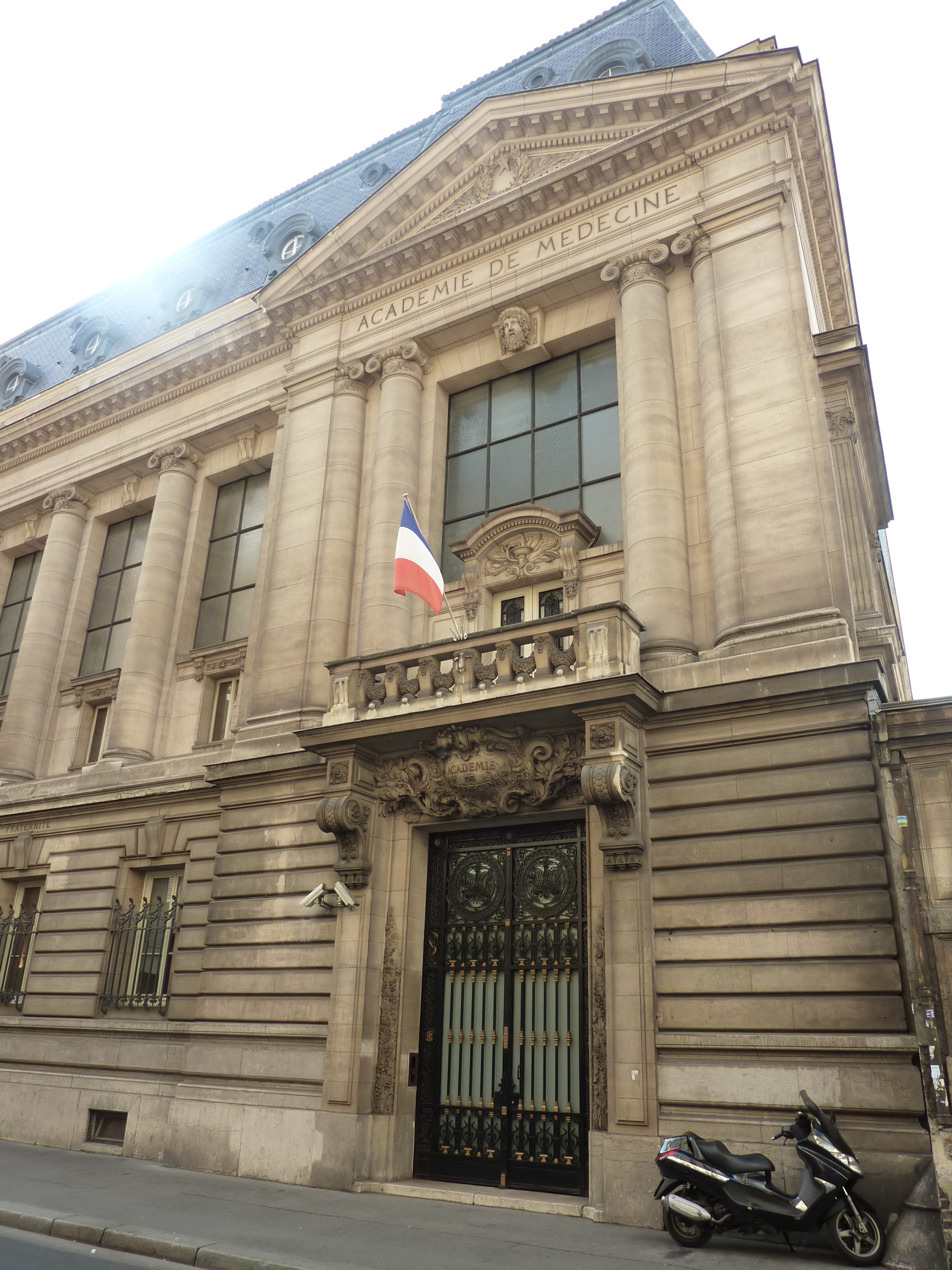
Nr. 16: Académie nationale de médecine
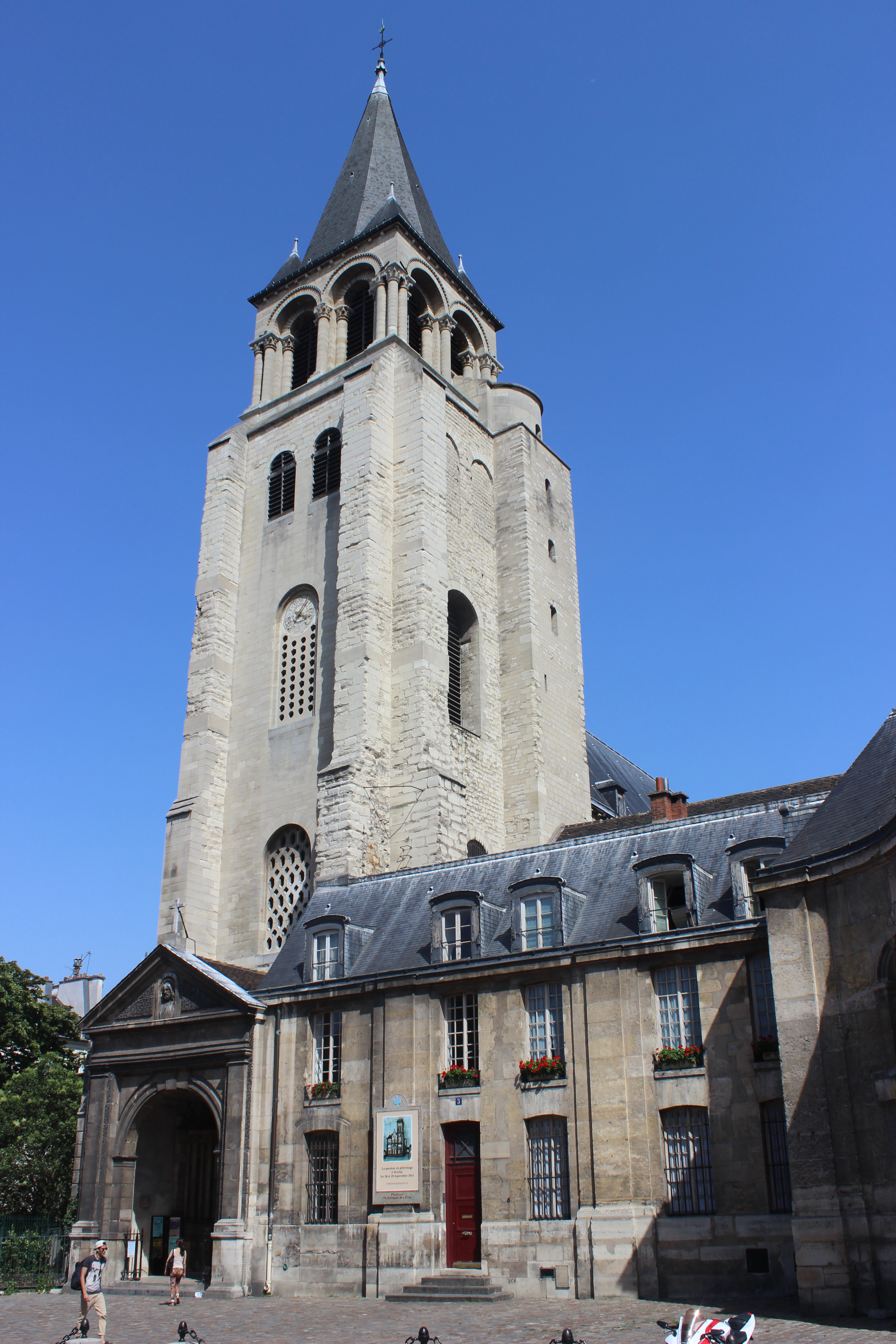
Kirche Saint-Germain-des-Prés, aus Blickrichtung der Rue Bonaparte
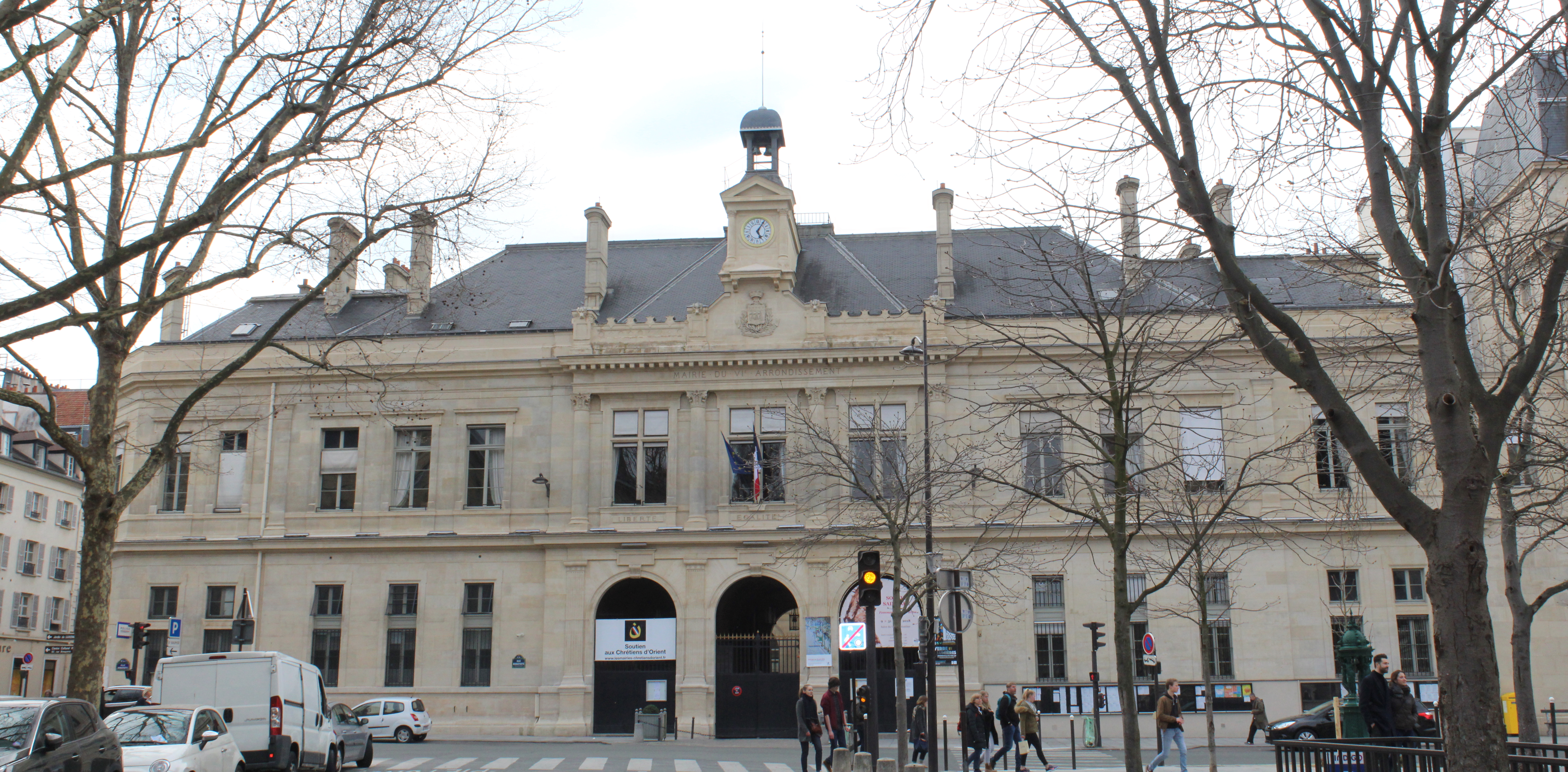
Nr. 78: Rathaus des 6. Arrondissements
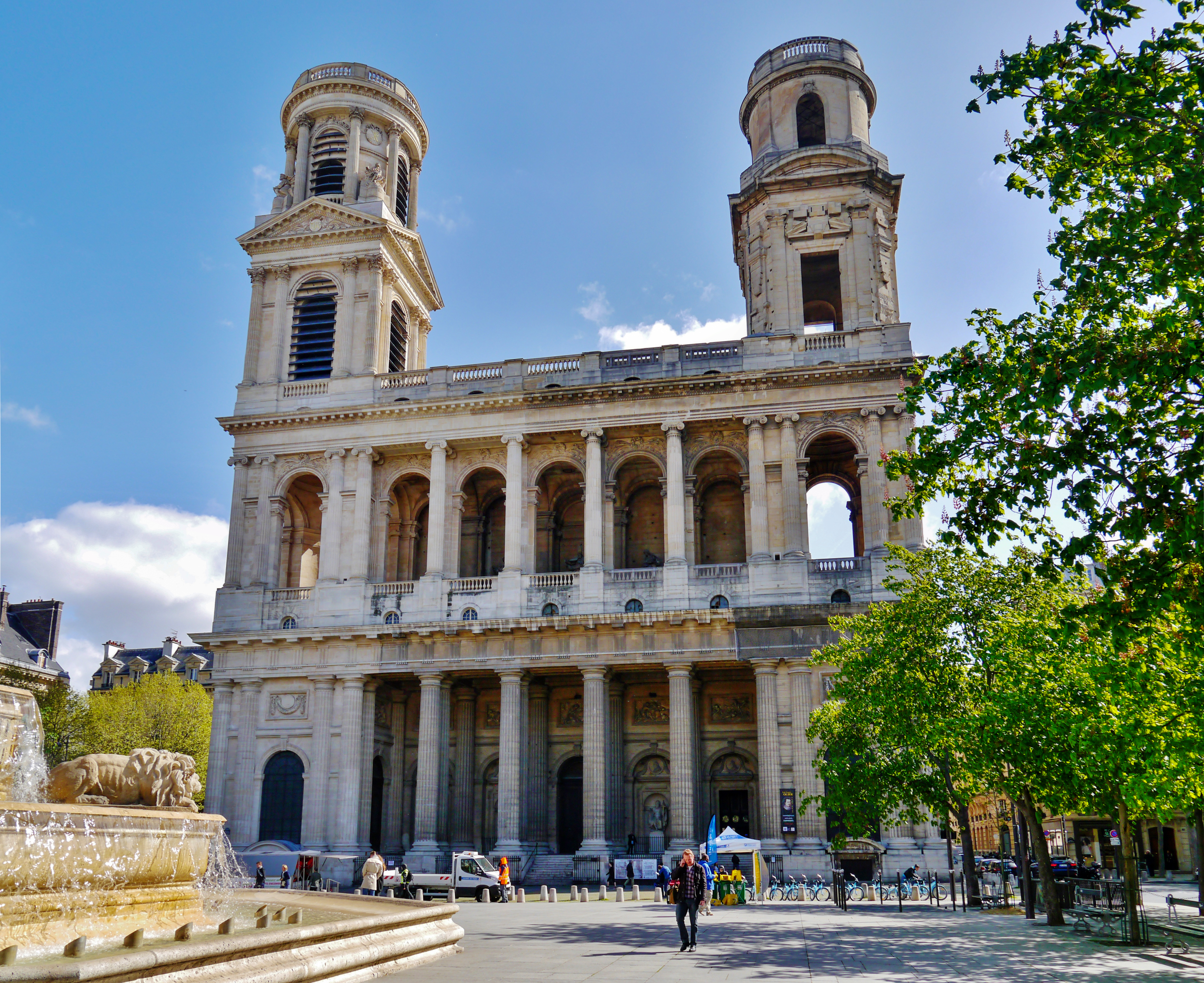
Platz und Kirche Saint-Sulpice, aus Blickrichtung der Rue Bonaparte

- Nr. 18: Botschaft der Tschechischen Republik und Tschechisches Kulturinstitut.
- Nr. 19: Denkmalgeschütztes Hôtel particulier (partiell aus dem 17. Jahrhundert).[4]
- Nr. 28: Denkmalgeschütztes Gebäude (erbaut 1668 für den Historiographen Gilles de Launay).[5]
- Nr. 38: Gebäude mit denkmalgeschützter Fassade.[6]
- Nr. 42 (Terrasse an der Rue Guillaume Apollinaire): Café-Restaurant „Le Bonaparte“; auf der vierten Etage dieses Hauses wohnte Jean-Paul Sartre von 1945 bis 1962.
- Nr. 70: Ehemaliges Milchgeschäft mit denkmalgeschützter Fassade.[7]
- Nr. 92: „Institut Liszt“ (Ungarisches Kulturinstitut).
  - Weitere denkmalgeschützte Häuser: Nr. 5 (Portal und Innendekor[8]), Nr. 7 (Portal[9]), Nr. 9 (Fassaden zu Hof- und Gartenseite[10]) und Nr. 88 (Metallornamente[11]).

## Einige ehemalige Bewohner

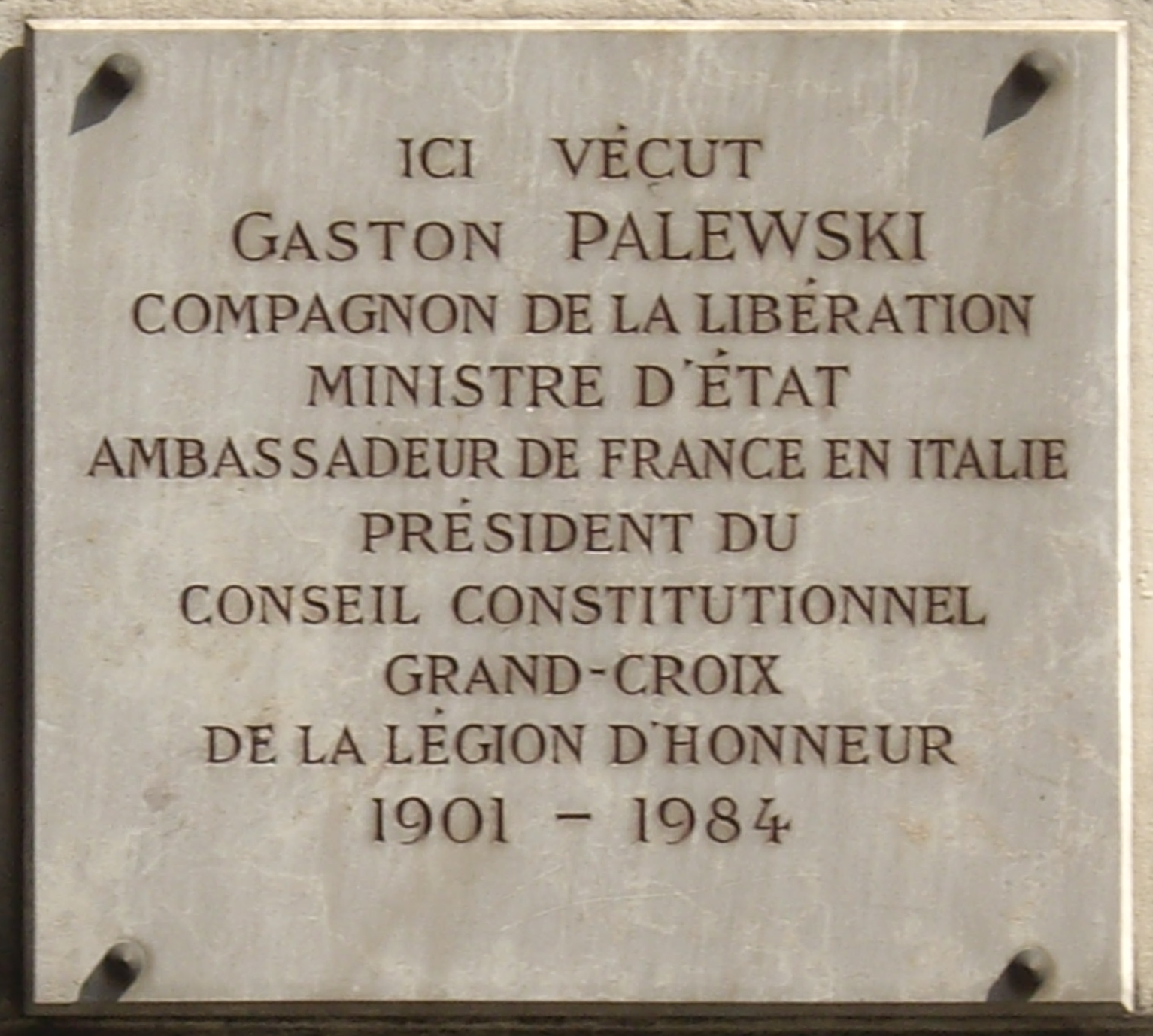
Haus Nr. 1: Wohnort von Gaston Palewski
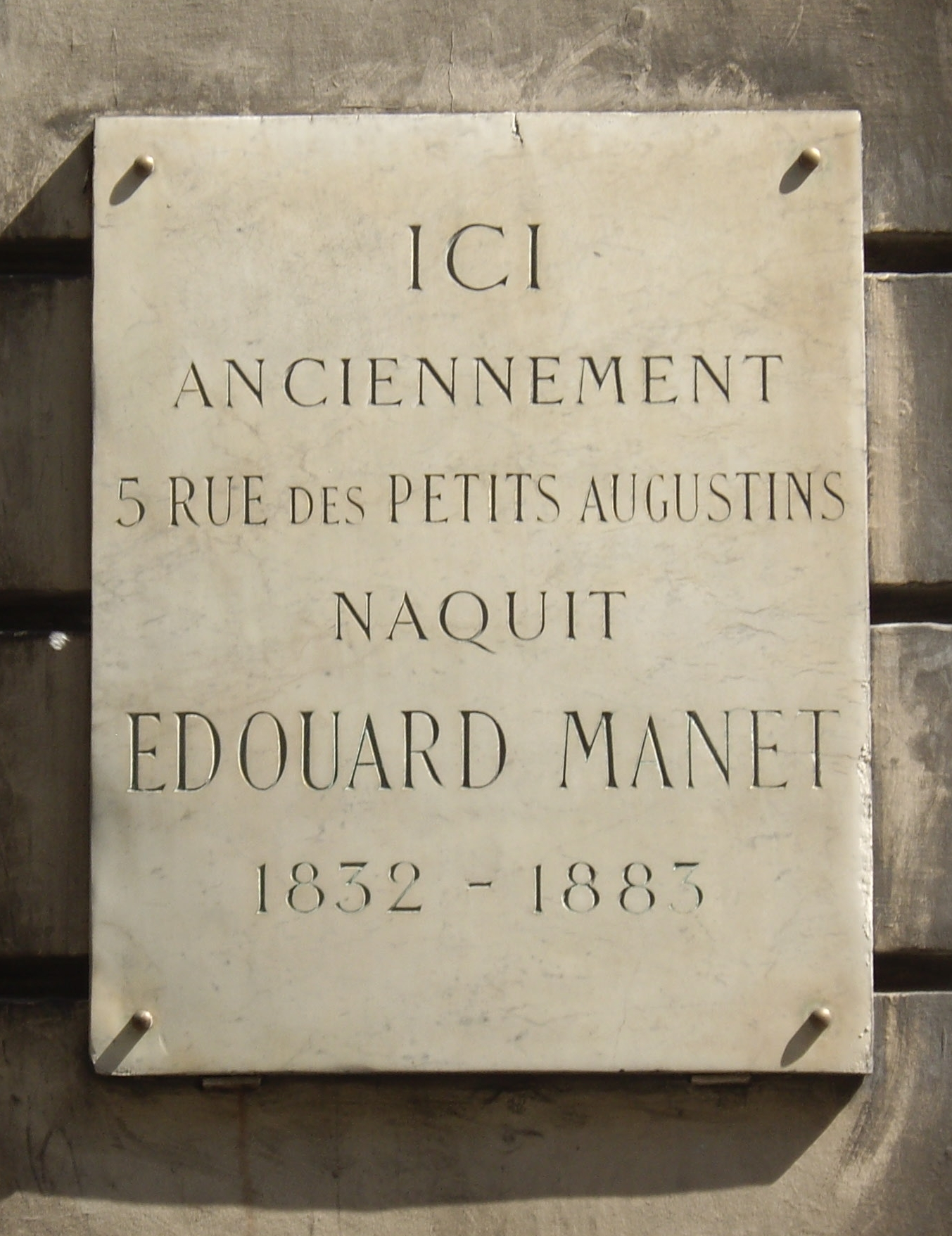
Haus Nr. 5: Geburtshaus von Édouard Manet
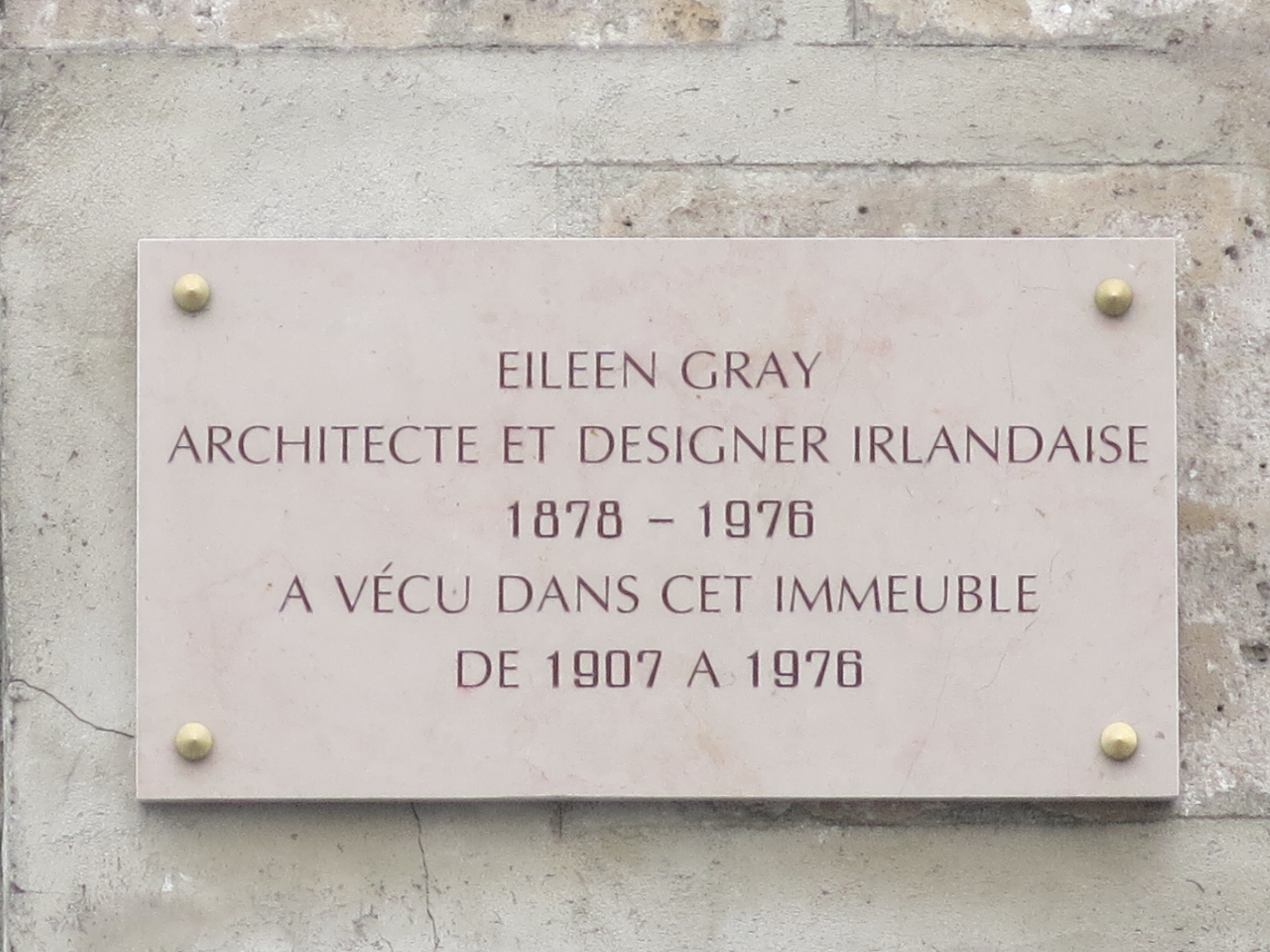
Haus Nr. 21: Wohnort von Eileen Gray von 1907 bis zu ihrem Tod 1976
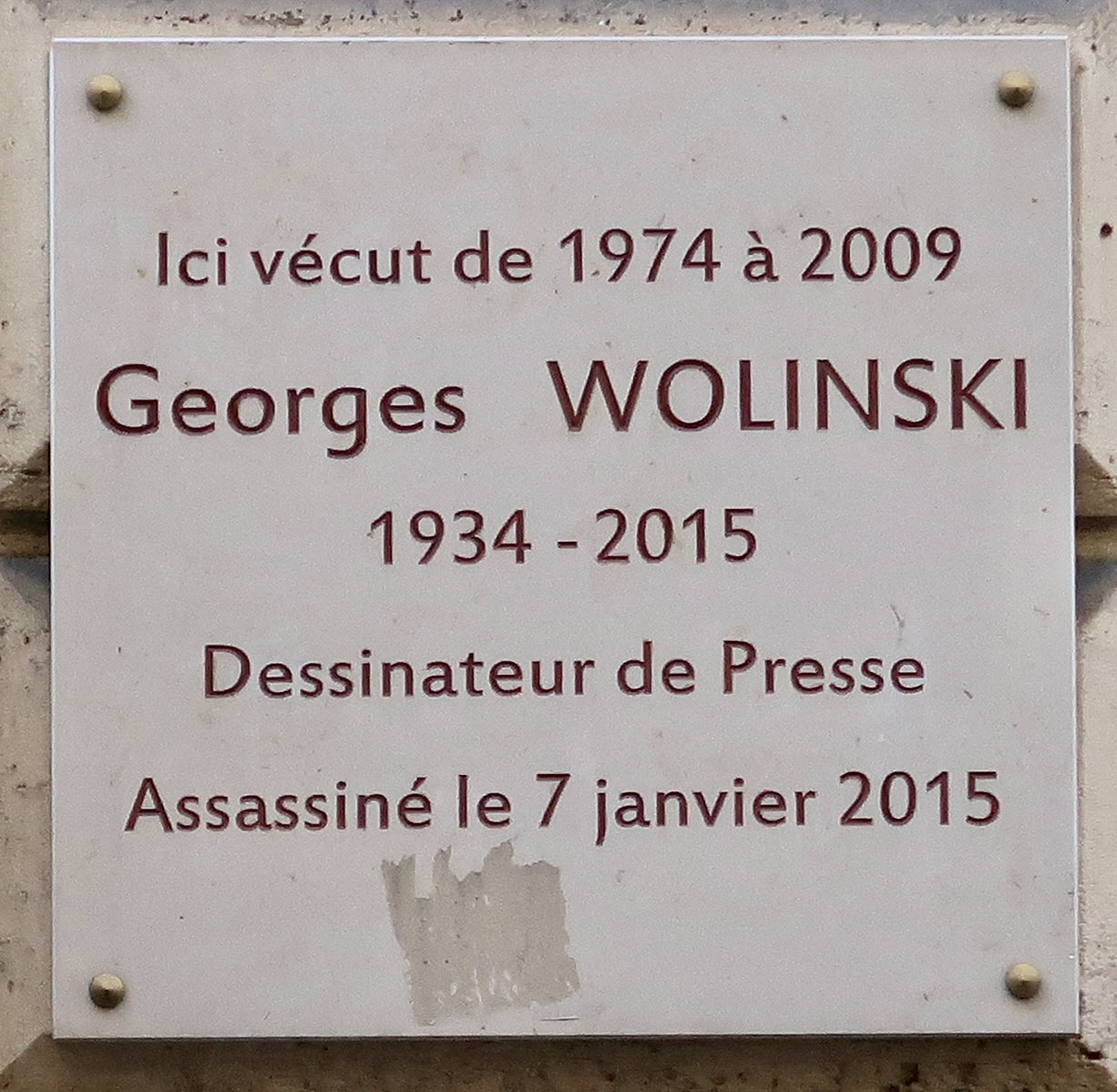
Haus Nr. 34: Wohnort von Georges Wolinski von 1974 bis 2009
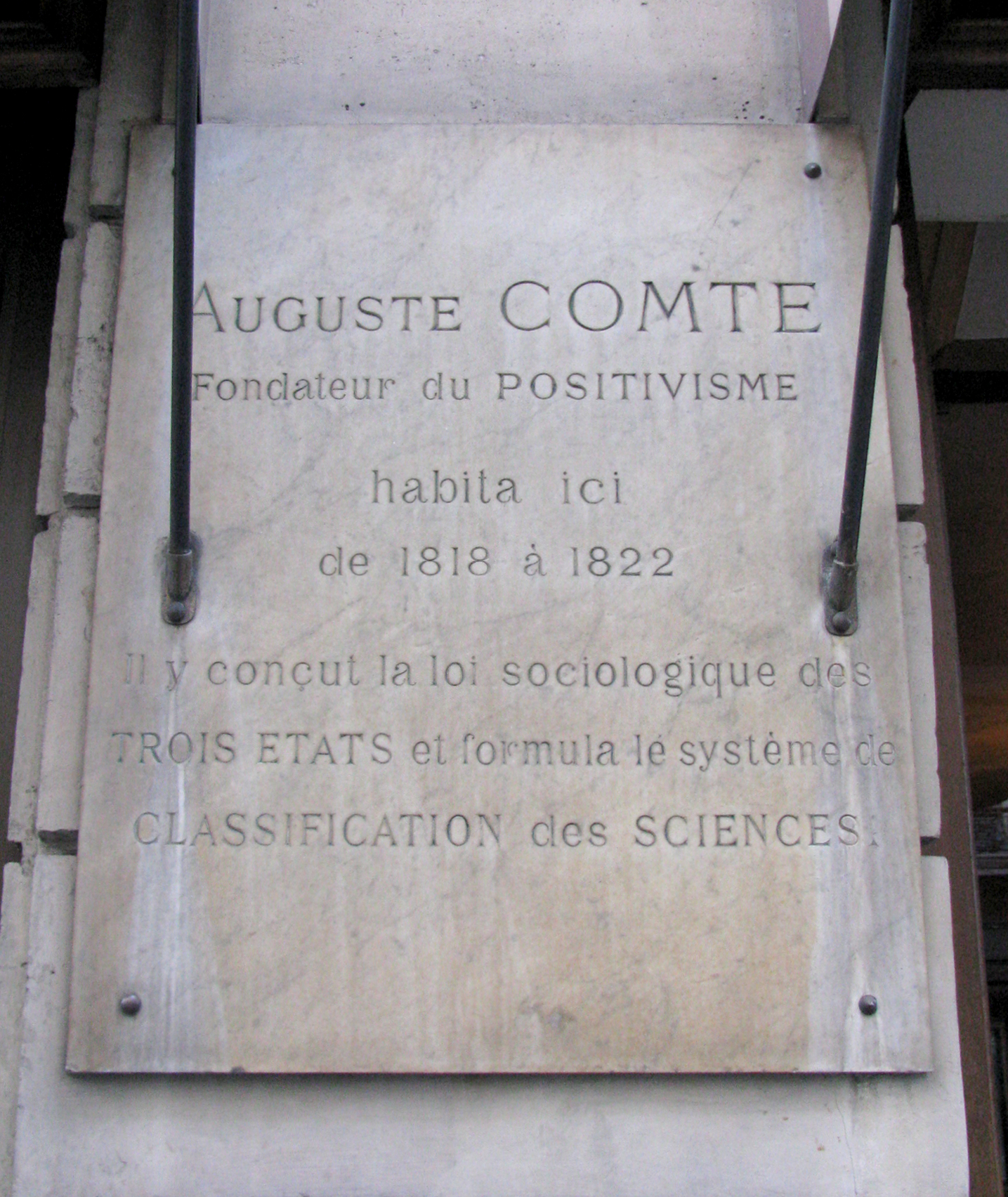
Haus Nr. 36: Wohnort von Auguste Comte von 1818 bis 1822